# Casa de Julia Alcalde
La Casa de Julia Alcalde, también conocida cómo Casa de los Elefantes es un edificio modernista del Ensanche Modernista la ciudad española de Melilla, situado en la calle General Aizpuru, que forma parte del Conjunto Histórico Artístico de la Ciudad de Melilla, un Bien de Interés Cultural.

## Historia
Fue construida en 1913, según diseño del ingeniero militar Emilio Alzugaray.

## Descripción
Está construida en ladrillo tocho para los muros y vigas de hierro y bovedillas de ladrillo tocho. Tiene planta baja, principal y primera.
Su única fachada, que presenta una planta baja de vanos de arcos escarzanos, que da paso a una principal, con un mirador central —sostenido por ménsulas con forma de cabezas de elefante, que le dan el nombre—, flanqueado por balcones de exquisitas rejerías de forja de diseño secesionista, con ventanas enmarcadas y con bellas molduras sobre sus dinteles, que se repiten en la siguiente planta y con un florón en el remate central.